# Pavlov (district de Havlíčkův Brod)
Pour les articles homonymes, voir Pavlov.
Pavlov (en allemand : Pawlow) est une commune du district de Havlíčkův Brod, dans la région de Vysočina, en République tchèque. Sa population s'élevait à 138 habitants en 2020.

## Géographie
Pavlov se trouve à 4 km à l'est du centre de Ledeč nad Sázavou, à 21 km à l'ouest-nord-ouest de Havlíčkův Brod, à 39 km au sud-est de Jihlava et à 77 km au sud-est de Prague.
La commune est limitée par Prosíčka au nord, par Světlá nad Sázavou à l'est et au sud, par Vilémovice au sud-ouest et par Ostrov et Hradec à l'ouest.

## Histoire
La première mention écrite de la localité date de 1289.

## Transports
Par la route, Pavlov se trouve à 5 km de Ledeč nad Sázavou, à 24,5 km de Havlíčkův Brod, à 59 km de Jihlava et à 96 km de Prague.